# Biggin Church Ruins

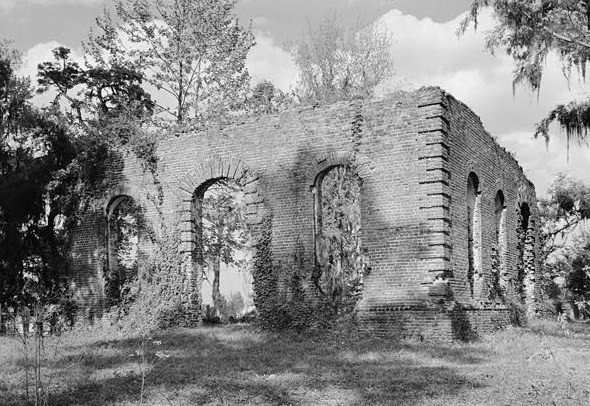
Biggin Church Ruins (1940)

Biggin Church Ruins oder Biggins Church im Geographic Names Information System sind die Ruinen einer Kirche im Berkeley County in South Carolina, Vereinigte Staaten. Diese befinden sich etwa drei Kilometer entfernt von Moncks Corner bei der Kreuzung von South Carolina State Route 402 und State Highway 8-376. Seit ihrer ersten Grundsteinlegung um 1711 brannte die Kirche dreimal nieder. Es war die Pfarrkirche der Pfarrgemeinde St. John’s in Berkeley. Die Ruinen gehören zu dem 1761 erbauten Bauwerk, das 1781 wieder aufgebaut wurde; sie wurden am 13. Dezember 1977 dem National Register of Historic Places hinzugefügt.

## Geschichte
Die Stelle, an der sich die Kirchenruine befindet, ist möglicherweise nach Biggin Hill im London Borough of Bromley benannt. Der Parish of St. John’s in Berkeley wurde durch ein Gesetz der South Carolina Assembly 1704 und den Church Act of 1706 geschaffen. St. John’s war damals der größte von ursprünglich zehn Parishs in der Provinz, die sowohl religiöse als auch zivile Funktionen in der Kolonie erfüllte. Das land für die Kirche wurde durch den Landgrafen John Colleton zur Verfügung gestellt.
Die erste Kirche wurde um 1711 erbaut, um ein hölzernes Bauwerk zu ersetzen, das hier vorher bestand und zum Gebet verwendet wurde. Diese Kirche brannte bei einem Waldbrand um 1755 nieder.
Die nächste Kirche an dieser Stelle wurde 1761 gebaut. In diesem Zeitraum waren Henry Laurens und William Moultrie unter den Gemeindemitgliedern. Während des Amerikanischen Unabhängigkeitskrieges nutzten britische Truppen die Kirche als Depot. Als sie sich 1781 zurückzogen, brannten sie das Gebäude nieder. Die Ruine wurden wieder aufgebaut.
Die Kirche wurde bis zum Sezessionskrieg genutzt. Während des Krieges verschwand das Mobiliar und das Gebäude wurden beschädigt. Nach dem Krieg kümmerte sich niemand um die Kirch, die um 1886 1890, oder während der 1890er Jahre erneut einem Waldbrand anheimfiel. Danach wurden die Backsteine des Gebäudes teilweise herausgebrochen und für andere Bauten verwendet.

## Architektur
Die Kirche war ursprünglich ein rechteckiges Backsteingebäude, das etwa neun Meter breit und achtzehn Meter lang war und im englischen Verbund gemauert war. Nur zwei der Mauern haben die Zeit überstanden, eine davon umfasst den mutmaßlichen Haupteingang. Das breite Portal mit wird von zwei Fenstern auf beiden Seiten flankiert. Dabei handelt es sich um Bogenfenster mit Backstein-Gewölbesteinen. In der anderen Wand an einem Ende der Kirche befindet sich eine Türe mit Fenstern links und rechts davon. In einer Ecke befinden sich noch Ecksteine und eine Wasserabflussleiste, ein horizontales hervortretendes Band, das mit abgerundeten Backsteinen an der Basis der Mauer ausgeführt ist.
Eine Gedenktafel in der Wand zu Ehren eines frühen Gemeindepfarrers wurde von Biggin Church in ihre frühere Filialkirche, die Strawberry Chapel, verbracht, die sich etwa 15 km entfernt befindet. Silberne Gegenstände, mit denen die Kommunion zelebriert wurde, versteckte man während des Sezessionskrieges. Sie wurden 1947 in einem Stall der Combahee Plantation gefunden und befinden sich in der Strawberry Chapel.
Ein nahegelegener Friedhof wird noch verwendet. Auf ihm befindet sich das Grab von John Colleton III., dem Urenkel des Lord Proprietors.